# Старобелка
Старобелка (каз. Старобелка) — село в районе имени Габита Мусрепова Северо-Казахстанской области Казахстана. Входит в состав Бирликского сельского округа. Находится на северном берегу озера Улыколь, примерно в 24 км к югу от села Новоишимское, административного центра района, на высоте 239 метров над уровнем моря. Код КАТО — 596635300.

## Население
В 1999 году численность населения села составляла 490 человек (269 мужчин и 221 женщина). По данным переписи 2009 года, в селе проживало 277 человек (142 мужчины и 135 женщин).